# Potentilla niponica
Potentilla niponica är en rosväxtart som beskrevs av Franz Theodor Wolf. Potentilla niponica ingår i Fingerörtssläktet som ingår i familjen rosväxter. Inga underarter finns listade i Catalogue of Life.